# Christian Zajaczkowski
Christian Zajaczkowski, né le 16 février 1961 à Clermont-Ferrand, est un joueur et un entraîneur de football français.

## Carrière
Après avoir commencé sa carrière à Cébazat, Christian Zajaczkowski fait ses débuts professionnels à Châteauroux en deuxième division, alors qu'il n'est âgé que de 17 ans. Il s'impose rapidement comme titulaire dans l'entre-jeu d'une équipe qui joue alors le milieu de tableau de son groupe de D2.
En 1980, Zajaczkowski franchit un palier en rejoignant le Stade rennais, prétendant à la montée en première division. Il s'y impose d'entrée comme titulaire, et forme avec Patrick Rampillon et Robert Llorens un bon trio au milieu de terrain. Inamovible à ce poste durant cinq saisons, il dispute plus de 160 matchs en compétition officielle sous le maillot rouge et noir. En 1983, il figure en bonne place dans l'équipe qui obtient un titre de champion de France de D2, synonyme de montée dans l'élite. Zajaczkowski découvre alors la D1 lors de la saison 1983-1984, obtenant 26 titularisations au passage. L'expérience est de courte durée puisqu'elle se solde par une vingtième place et une redescente immédiate en D2.
À l'été 1985, alors que le Stade rennais vient d'arracher son billet de retour en D1 après un succès en barrages face au FC Rouen, Zajaczkowski rejoint Le Havre AC, lui aussi promu après avoir obtenu le titre de D2. Il est titulaire deux saisons durant, son club se sauvant de justesse de la relégation à chaque fois. Repéré par le Paris Saint-Germain, il y signe en 1987 mais ne jouera que très peu à un poste qui est désormais celui de défenseur central. Prêté d'abord à Lens (D1) sans y jouer beaucoup plus, puis à Abbeville (D2) où il redevient titulaire, il arrête sa carrière professionnelle en 1990, à 29 ans seulement. 
De retour chez les amateurs, il continue de jouer quelques années, à Montferrand, puis Vallauris et enfin Périgueux, avant de devenir entraîneur. Titulaire du Diplôme d'entraîneur de football (DEF) depuis janvier 2002, il entraîne alors des équipes de second rang, qu'il s'agisse d'équipes A, réserves ou de jeunes. En juillet 2009, il rejoint ainsi l'EDS Montluçon où il exerce la fonction d'entraîneur de l'équipe réserve.

## Palmarès
- 1983 : Champion de France de Division 2 avec Rennes